# Йоро, Лени
Лени́ Жан-Люк Йоро́ (фр. Leny Jean-Luc Yoro; родился 13 ноября 2005, Сен-Морис, Франция) — французский футболист, центральный защитник английского клуба «Манчестер Юнайтед».

## Клубная карьера
В возрасте 6 лет Йоро стал заниматься в команде «Альфорвиль», а уже через год в «Вильнев-д’Аск». Ещё через 5 лет 12-летний Лени стал играть за академию «Лилля». 10 января 2022 года он подписал свой первый профессиональный контракт с клубом. Дебютировал за «Лилль» 14 мая 2022 года в матче против «Ниццы» в рамках французской Лиги 1 и стал самым молодым игроком в истории клуба, побив рекорд Эдена Азара.
18 июля 2024 года Йоро перешёл в английский клуб «Манчестер Юнайтед», подписав контракт до 30 июня 2029 года. Сумма трансфера составила 62 млн евро (52,2 млн фунтов), ещё 8 млн евро в предусмотрены в виде бонусов. 4 декабря 2024 года дебютировал в основном составе «Манчестер Юнайтед», выйдя на замену в матче Премьер-лиги против «Арсенала». 10 апреля 2025 года забил свой первый гол за «Манчестер Юнайтед» в матче Лиги Европы УЕФА против французского клуба «Олимпик Лион».

## Карьера в сборной
Выступал за сборные Франции до 17, до 18, до 19 лет и до 21 года.

## Статистика выступлений
Данные приведены по состоянию на 13 апреля 2025 года
| Выступление       | Выступление             | Выступление      | Чемпионат | Чемпионат | Кубки | Кубки | Еврокубки | Еврокубки | Прочие | Прочие | Итого | Итого |
| Клуб              | Лига                    | Сезон            | Игры      | Голы      | Игры  | Голы  | Игры      | Голы      | Игры   | Голы   | Игры  | Голы  |
| ----------------- | ----------------------- | ---------------- | --------- | --------- | ----- | ----- | --------- | --------- | ------ | ------ | ----- | ----- |
| Лилль             | Французская Лига 1      | 2021/22          | 1         | 0         | 0     | 0     | 0         | 0         | 0      | 0      | 1     | 0     |
| Лилль             | Французская Лига 1      | 2022/23          | 13        | 0         | 2     | 0     | 0         | 0         | 0      | 0      | 15    | 0     |
| Лилль             | Французская Лига 1      | 2023/24          | 32        | 2         | 3     | 0     | 9         | 1         | 0      | 0      | 44    | 3     |
| Лилль             | Итого                   | Итого            | 46        | 2         | 5     | 0     | 9         | 1         | 0      | 0      | 60    | 3     |
| Манчестер Юнайтед | Английская Премьер-лига | 2024/25          | 17        | 0         | 4     | 0     | 4         | 1         | 0      | 0      | 25    | 1     |
| Манчестер Юнайтед | Итого                   | Итого            | 17        | 0         | 4     | 0     | 4         | 1         | 0      | 0      | 25    | 1     |
| Всего за карьеру  | Всего за карьеру        | Всего за карьеру | 63        | 2         | 9     | 0     | 13        | 2         | 0      | 0      | 85    | 4     |